# Frostius erythrophthalmus
Espèce
Statut de conservation UICN

 DD  : Données insuffisantes
Frostius erythrophthalmus est une espèce d'amphibiens de la famille des Bufonidae.

## Répartition
Cette espèce est endémique du Sud de l'État de Bahia au Brésil. Elle se rencontre entre 140 et 920 m d'altitude.

## Publication originale
- Pimenta & Caramaschi, 2007 : New species of toad, genus Frostius  Cannatella, 1986, from the Atlantic Rain Forest of Bahia, Brazil (Amphibia, Anura, Bufonidae). Zootaxa, no 1508, p. 61-68.